# فيتالي ليساكوفيتش
فيتالي ليساكوفيتش (مواليد 8 فبراير 1998) هو لاعب كرة قدم بيلاروسي يلعب كمهاجم في نادي لوكوموتيف موسكو.

## روابط خارجية
- فيتالي ليساكوفيتش على موقع الاتحاد الدولي (مؤرشف)  (الإنجليزية)
- فيتالي ليساكوفيتش على موقع الاتحاد الأوربي (الإنجليزية)
- فيتالي ليساكوفيتش على موقع قاعدة بيانات كرة القدم.إي يو (الإنجليزية)
- فيتالي ليساكوفيتش على موقع ناشيونال فوتبول تيمز (الإنجليزية)
- فيتالي ليساكوفيتش على موقع Soccerway.com (الإنجليزية)
- فيتالي ليساكوفيتش على موقع عالم كرة القدم.نت (الإنجليزية)